# Костриця несправжньодалматська
Костриця несправжньодалматська (Festuca pseudodalmatica) — вид трав'янистих рослин з родини злакові (Poaceae), поширений у середній, східній і південно-східній Європі, західній і середній Азії.

## Опис
Багаторічна рослина 30–40(60) см заввишки. Листки довгі, досягають суцвіття, на поперечному зрізі з 3 потужними і 2 слабшими тяжами склеренхими, між якими іноді з'являються невеликі додаткові ділянки склеренхими. Волоть 7–15 см завдовжки, б.-м. поникла.

## Поширення
Поширений у середній, східній і південно-східній Європі (Австрія, Угорщина, Польща, Словаччина, Білорусь, Молдова, Україна, Румунія), західній і середній Азії (Іран, Туреччина, Вірменія, Азербайджан, Грузія, Казахстан, Киргизстан, Таджикистан, Туркменістан, Узбекистан).
В Україні вид зростає у степах на різних типах чорноземних ґрунтів, іноді на солонцях, скелях і кам'янистих схилах — у Лісостепу і Степу, досить часто, за винятком Криму.